# Corydoras cervinus
Corydoras cervinus é uma espécie de peixe da família dos cal·líctids e da ordem dos siluriformes.

## Descrição
Os machos podem alcançar 4,9 cm de comprimento. Vivem na América do Sul, mais especificamente no Rio Guaporé, no Brasil.